# Oxyopes javanus nicobaricus
Oxyopes javanus là một phân loài nhện trong họ Oxyopidae.
Loài này thuộc chi Oxyopes. Oxyopes javanus nicobaricus được Embrik Strand miêu tả năm 1907.